# Palazzo della Suprema Armonia

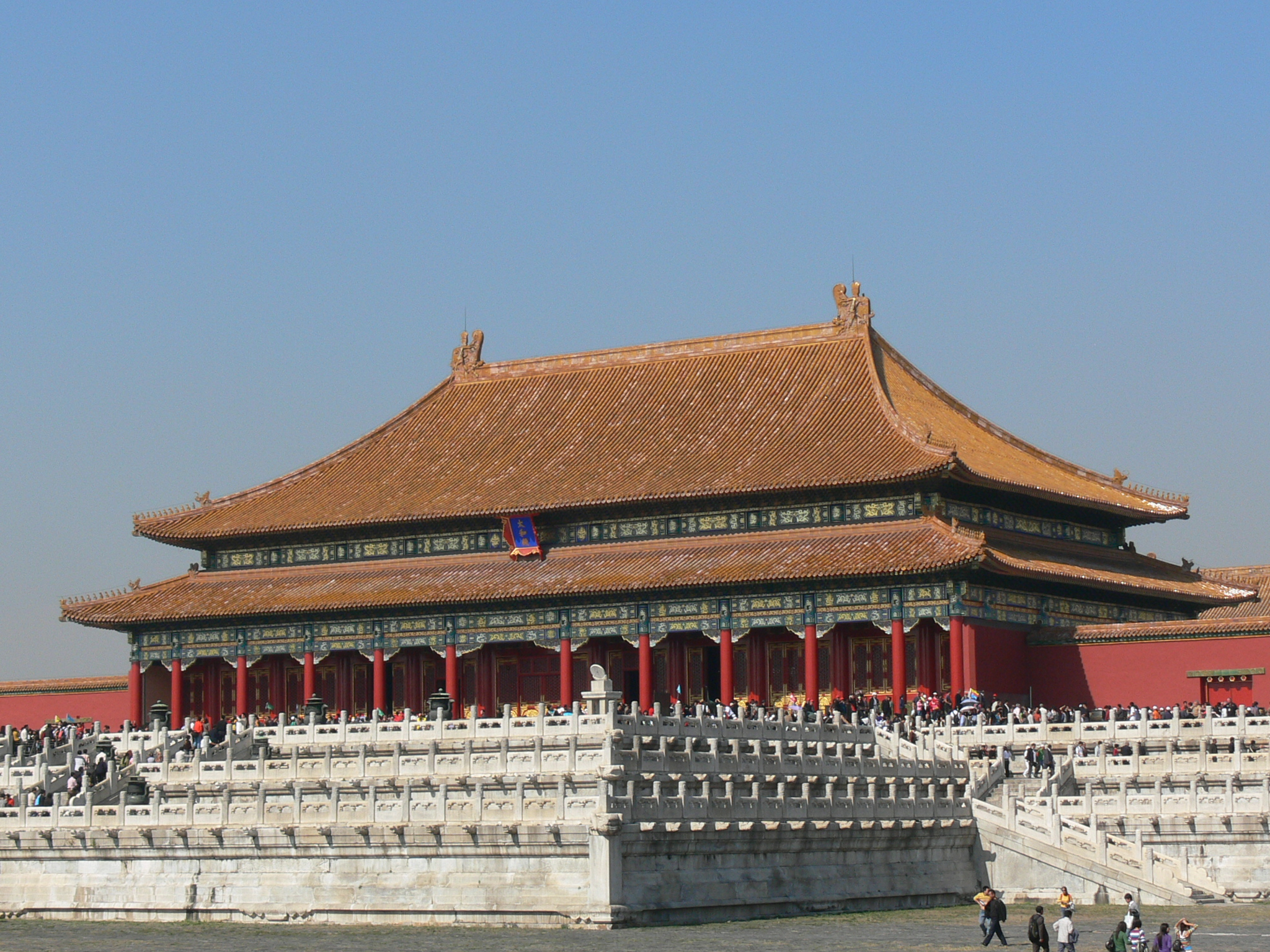
Il Palazzo della Suprema Armonia (太和 殿) al centro della Città Proibita.

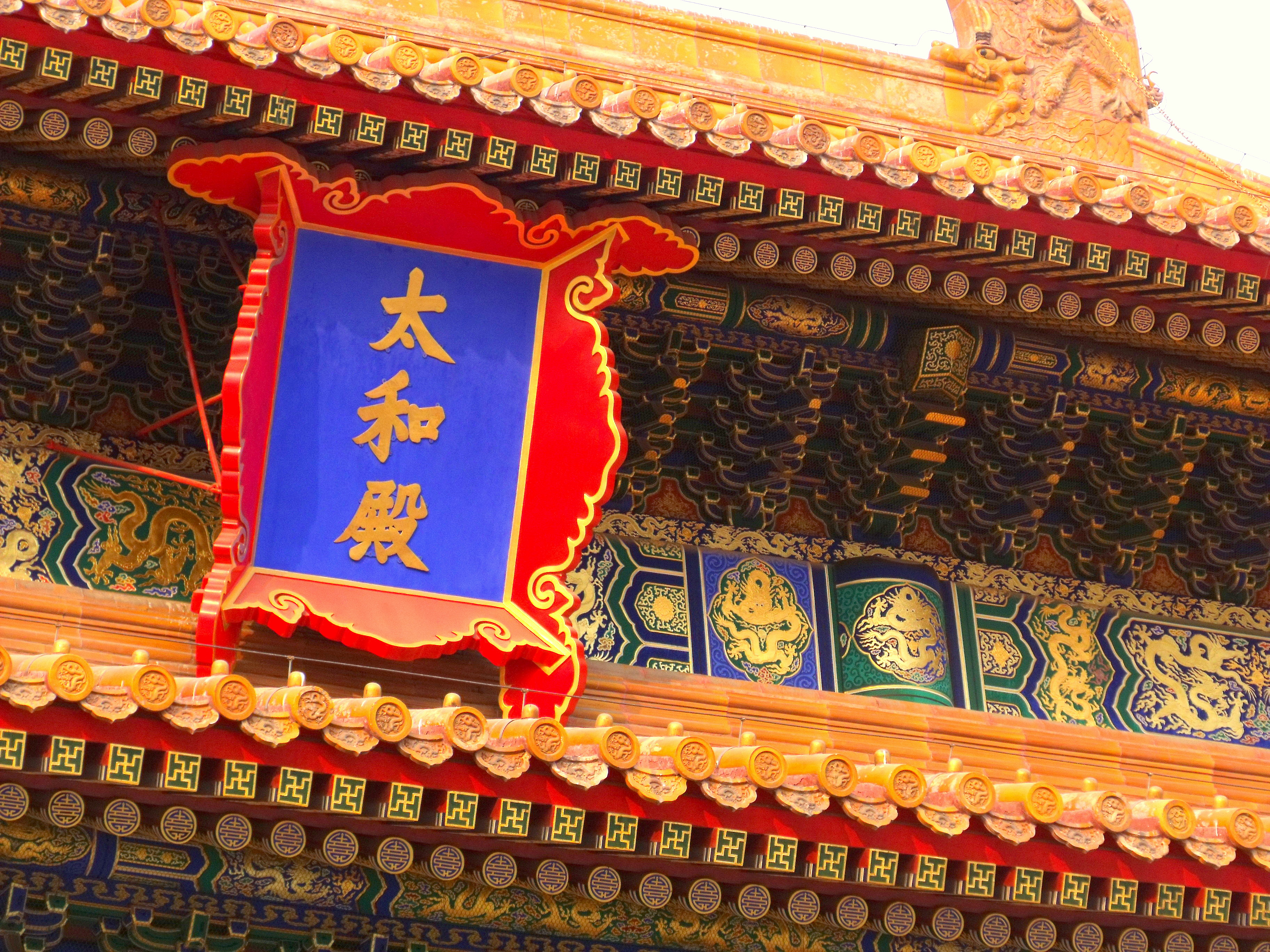
Il cartello del Palazzo della Suprema Armonia.

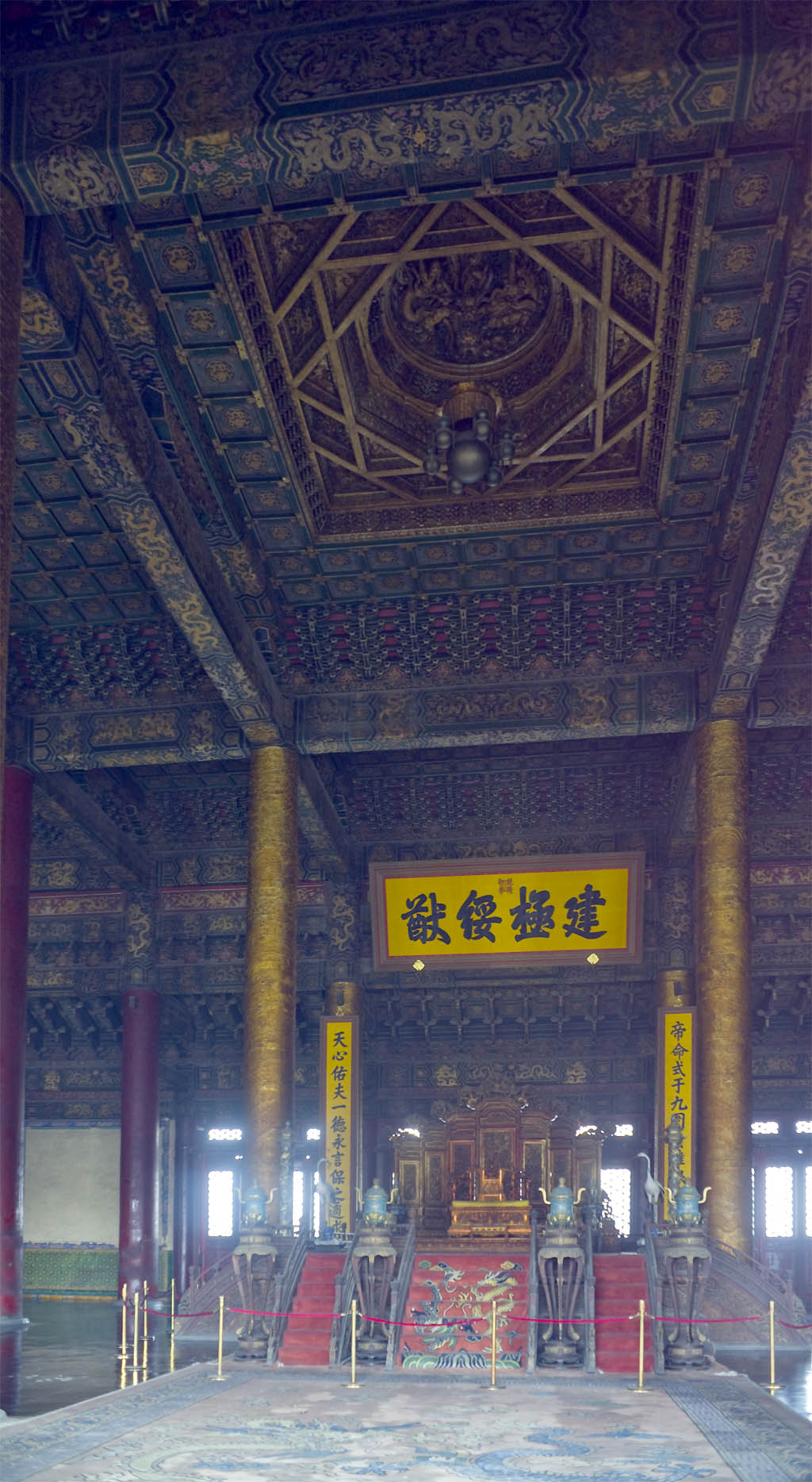
Il Trono del Dragone e il soffitto.

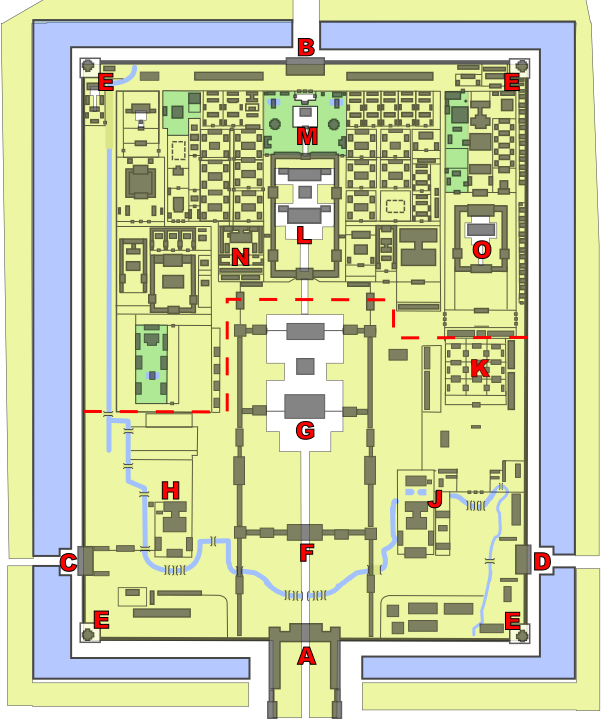
Pianta della Città Proibita. Le etichette in rosso sono utilizzate come riferimenti per il testo.
----
- – - La linea divide approssimativamente la corte interna (nord) con l'esterna (sud).
----
A. Porta Meridiana
B. Porta della Divina Potenza
C. Porta Gloriosa dell'Ovest
D. Porta Gloriosa dell'Est
E. Torri angolari
F. Porta della Suprema Armonia
G. Palazzo della Suprema Armonia
H. Palazzo dell'Eminenza Militare
J. Palazzo della Gloria Letteraria
K. I tre luoghi del sud
L. Palazzo della Purezza Celeste
M. Giardino Imperiale
N. Palazzo dell'Educazione Mentale
O. Palazzo della Tranquilla Longevità

Il Palazzo della Suprema Armonia (太和殿S, Tài Hé DiànP, lett. ""Sala della Suprema Armonia"") (Manciù : ᠠᠮᠪᠠ ᡥᡡᠸᠠᠯᡳᠶᠠᠮᠪᡠᡵᡝ ᡩᡳᠶᠠᠨ; Möllendorff: amba hūwaliyambure diyan) è il palazzo più grande della Città Proibita di Pechino (Cina). Si trova sull'asse centrale del complesso palaziale, dietro la Porta della Suprema Armonia. Costruito su di una base piramidale di tre gradoni di marmo e circondato da bruciatori di incenso in bronzo, il palazzo è una delle strutture in legno più grandi della Cina. Fu il luogo in cui gli imperatori delle dinastie Ming e Qing ospitarono la loro intronizzazione e le cerimonie nuziali. Il nome del palazzo fu cambiato più volte nel corso degli ultimi secoli, dall'iniziale Fengtian Dian (奉天 殿), a Huangji Dian (皇 极 殿) nel 1562 sino a quello attuale, scelto dall'imperatore Shunzhi della Dinastia Qing nel 1645. 
Insieme con il Palazzo dell'Armonia Centrale ed il Palazzo della Preservazione dell'Armonia, il Palazzo della Suprema Armonia costituisce il cuore della Corte Esterna della Città Proibita. 

## Storia
Il Palazzo della Suprema Armonia fu costruito nel 1406 dai Ming. Distrutto sette volte da degli incendi durante la dinastia Qing, venne ricostruito per l'ultima volta nel triennio 1695–1697. Durante una delle ricostruzioni del XVI secolo, le dimensioni della sala furono ridotte dagli originari 95x48m agli attuali 64x37m. La motivazione addotta fu che era impossibile trovare tronchi sufficientemente grandi. 
Sotto i Ming, gli imperatori tenevano corte nel Palazzo della Suprema Armonia per discutere di affari di stato. Al tempo dei Qing, gli imperatori tenevano la corte molto più frequentemente. Di conseguenza, la sede fu spostata nella Corte Interna e la Sala della Suprema Armonia fu riconfigurata nell'etichetta di palazzo come sala per scopi prettamente cerimoniali, quali incoronazioni, investiture e matrimoni imperiali.

## Descrizione
Il Palazzo della Suprema Armonia (G) è il centro cerimoniale del potere imperiale nella Città Proibita e la più grande struttura di legno sopravvissuta in Cina.
 
Costruito sopra una struttura piramidale di marmo composta fra tre gradoni, domina da un'altezza di 30 metri la sottostante Piazza della Suprema Armonia cui si accede dalla Porta della Suprema Armonia (F), la seconda porta sull'asse nord-sud del complesso palaziale risalendo dalla Porta Meridiana (A), accesso meridionale della Città Proibita.
Il palazzo ha undici campate di larghezza - nove delle quali occupate dalla sala centrale - e cinque di profondità. I numeri nove e cinque sono simbolicamente collegati alla maestosità dell'Imperatore. Nella sala centrale, i sei pilastri più vicini al trono imperiale sono ricoperti d'oro e l'intera area è decorata con un motivo draghiforme. Il c.d. "Trono del Dragone", in particolare, ha cinque draghi arrotolati attorno allo schienale e ai poggiatesta. Lo schermo dietro al trono presenta nove draghi, riproducendo nuovamente il simbolismo "nove-cinque". Il Palazzo della Suprema Armonia presenta uno squisito trono in legno di sandalo rosso, precedentemente utilizzato dagli imperatori della dinastia Qing. Incastonato nel soffitto direttamente sopra il trono c'è un intricato cassone decorato con un drago a spirale, dalla cui bocca fuoriesce una serie di sfere di metallo simili a un lampadario, chiamato "Specchio Xuanyuan" in onore all'Imperatore Giallo, un mitologico sovrano cinese. Secondo la leggenda, le sfere di metallo cadranno e colpiranno qualsiasi usurpatore dovesse sedere sul trono. 
Le creste inclinate di tetti del palazzo, come tutte quella della Città Proibita, sono decorate con una linea di statuette rappresentanti da un uomo in sella a una fenice e seguita da un drago imperiale. Il numero delle statuette identifica il "rango" della costruzione (un edificio di minor importanza può averne 3 o 5) e, pertanto, il Palazzo della Suprema Armonia ne ha 10 - nessun altro edificio nella Cina Imperiale era autorizzato ad esibirne un numero così alto. Di conseguenza, la sua statuetta 10, chiamata "Hangshi" (in cinese: 行 十; pinyin: Hángshí), è anche unica nella Città Proibita.